# エルンスト・フェットーリ
エルンスト・フェットーリ（Ernst Vettori、1964年6月25日 - ）は、オーストリア、チロル州ハル・イン・チロル出身の元スキージャンプ選手。1980年代から90年代前半にかけて活躍した。

## プロフィール
フェットーリはノルディックスキー世界選手権で通算5個のメダルを獲得した。その内訳は金メダル1個（1991年団体）、銀メダル1個（1985年団体）、銅メダル3個（1987年90m級個人、1987年、1993年団体）である。
オリンピックには通算3度出場し、1992年アルベールビルオリンピックで金メダル1、銀メダル1を獲得した。
またノルディックスキージュニア世界選手権では1981年に個人銀メダル、1982年地元オーストリア、ムーラウ大会で個人金メダルを獲得した。
スキージャンプ・ワールドカップには1981年のスキージャンプ週間でデビュー、以後通算15勝（2位18回3位21回）を記録した。
3度総合2位になったが総合優勝にはついに届かなかった。総合優勝を果たしていない選手の中で総合2位が3度は単独最多である。
ジャンプ週間では1985-1986シーズンと1986-1987シーズンの2年連続で総合優勝を果たしている。
ホルメンコーレンスキー大会で1986年と1991年の2回優勝し、1991年にはホルメンコーレン・メダルを獲得した。
1994年限りで現役引退、1995年から1999年までスポーツTV局ユーロスポーツの解説者を務め、現在はオーストリアスキー連盟(ÖSV)の宣伝広告責任者である。